# Agnese Claisse
Agnese Claisse (Roma, 10 aprile 1988) è un'attrice e cantante francese naturalizzata italiana.

## Biografia
Figlia d'arte, sua madre è Laura Morante, mentre il padre è l'attore francese George Claisse. È sorella dell'attrice Eugenia Costantini.

### Carriera
Il debutto cinematografico avviene in tenera età, quando interpreta Martina, la figlia di Laura Morante (sua madre nella realtà) e figliastra di Silvio Orlando in Ferie d'agosto di Paolo Virzì.
Nel 2010 compare, in un ruolo minore, nel film di Carlo Verdone Io, loro e Lara. Successivamente fa il suo debutto come protagonista in Una canzone per te, opera prima di Herbert Simone Paragnani. Nel film la Claisse interpreta il ruolo di Lisa, un'introversa liceale con il dono della musica al centro di un triangolo d'amore. Nel 2010 è testimonial della campagna pubblicitaria della nota marca di abbigliamento casual Guru. Nel 2024 lavora di nuovo con la mamma Laura, diretta sempre da Paolo Virzì nel sequel Un altro ferragosto.

## Filmografia
- Ferie d'agosto, regia di Paolo Virzì (1996)
- Io, loro e Lara, regia di Carlo Verdone (2010)
- Una canzone per te, regia di Herbert Simone Paragnani (2010)
- Solo un gioco, regia di Elisa Amoruso – cortometraggio (2010)
- Viola, regia di T. J. Andrade – cortometraggio (2010)
- 1992 – serie TV, 4 episodi (2015)
- Amore Synthétique, regia di Marcia Romano (2016)
- 1993 – serie TV, 3 episodi (2017)
- Blue Kids, regia di Andrea Tagliaferri (2017)
- My Soul Summer, regia di Fabio Mollo (2022)
- War - La guerra desiderata, regia di Gianni Zanasi (2022)
- Romantiche, regia di Pilar Fogliati (2023)
- Un altro ferragosto, regia di Paolo Virzì (2024)
- Animali randagi, regia di Maria Tilli (2024)